# Funke Medien Thüringen

Logo der Funke Medien Thüringen

Logo der Mediengruppe Thüringen

Funke Medien Thüringen (bis Juli 2020 Mediengruppe Thüringen, bis Januar 2015 Zeitungsgruppe Thüringen) ist der Anzeigen- und Vertriebsverbund der drei regionalen Tageszeitungen Thüringer Allgemeine, Ostthüringer Zeitung, Thüringische Landeszeitung und der Wochenzeitung Allgemeiner Anzeiger. Die Gruppe gehört zur Funke Mediengruppe.

## Tätigkeit
Funke Medien Thüringen beschäftigt sich mit dem Druck, Anzeigenverkauf, Vertrieb und Geschäftsführung seiner drei regionalen Tageszeitungen Thüringer Allgemeine, Ostthüringer Zeitung, Thüringische Landeszeitung und des zweimal in der Woche in zwölf Regionalausgaben erscheinenden Wochenblattes Allgemeiner Anzeiger. 

## Geschichte
Das Unternehmen wurde 1990 mit den Tageszeitungen Thüringer Allgemeine, Ostthüringer Zeitung und Thüringische Landeszeitung als Zeitungsgruppe Thüringen (ZGT) gegründet.
Formell sind die Zeitungsredaktionen nicht miteinander verbunden und beauftragen die Mediengruppe Thüringen als ihren Service-Dienstleister mit der Abwicklung von Vertrieb und Anzeigengeschäft. Faktisch werden jedoch die Redaktionen zur Mediengruppe Thüringen gezählt, da sie direkt und indirekt allesamt der Funke Mediengruppe, ehemals WAZ-Mediengruppe, gehören. 
Der Mediengruppe gehörte das 2021 geschlossene Druckhaus in Erfurt-Bindersleben (TA, TLZ, teilweise OTZ) sowie 29 Geschäftsstellen. Bis 2013 bestand ein weiteres Druckhaus im Löbichauer Ortsteil Beerwalde bei Gera, in dem die OTZ gedruckt wurde. Dort waren ungefähr 100 Mitarbeiter beschäftigt. Nach dessen Schließung wird die OTZ heute in einer Chemnitzer Druckerei produziert.
Für Funke Medien Thüringen arbeiten nach eigenen Angaben rund 2.000 Mitarbeiter und 4.500 Zusteller. Sie deckt nahezu vollständig die ehemaligen DDR-Bezirke Gera und Erfurt ab und verfügt in diesem Gebiet über ein Regionalzeitungsmonopol. Sie erreicht täglich rund eine Million Leser, statistisch also jeden zweiten Thüringer. Konkurrenzzeitungen sind im südlichen Ilm-Kreis (Altkreis Ilmenau) das Freie Wort (aus Suhl) und im nördlichen Altenburger Land (Altkreis Altenburg) die Osterländer Volkszeitung (Lokalausgabe der Leipziger Volkszeitung).
Seit 2010 kooperieren die Zeitungen Thüringer Allgemeine (TA), Thüringische Landeszeitung (TLZ) und Ostthüringer Zeitung (OTZ) der Mediengruppe Thüringen inhaltlich immer stärker. Die Internetangebote der drei Zeitungen sind deckungsgleich und auch in den Printausgaben wird eine wachsende Zahl der Artikel untereinander ausgetauscht. In einigen Städten (Gera, Jena und Mühlhausen) werden Lokalteile gemeinsam produziert und auch die Mantelredaktionen sowie die sogenannten Regio- und Newsdesks kooperieren eng.